# 人形蜈蚣3
《人形蜈蚣3》（英語：The Human Centipede 3 (Final Sequence)）是2015年一部黑色喜劇恐怖片。亦是2010年所推出的《人形蜈蚣》系列第三部，同樣由汤姆·希斯编剧并指导，迪特·雷瑟 (Dieter Laser)和勞倫斯·R·哈維 (Laurence R. Harvey)主演，前兩部電影的主演均以新角色出演，此外還有羅伯特·拉薩多 (Robert Laardo) " Tommy“ Tommy”、傑伊·塔瓦雷(Jay Tavare ) 、埃里克·羅伯茨 (Eric Roberts)、布里·奧爾森 (Bree Olson)、克萊頓·羅納 (Clayton Rohner ) 和比爾·哈金斯 (Bill Hutchens)，以及希斯的客串。影片講述了一名精神病典獄長和他的會計用囚犯製造出「人形蜈蚣」的故事。這是希斯《人形蜈蚣》三部曲的結局。
人體蜈蚣3於 2015 年 5 月 22 日在影院和視訊點播上映。 本片因血腥場面過多且情節與前作重複而遭到評論家的嚴厲批評。它被認為是 2015 年最糟糕的電影之一，並在金酸莓獎中獲得最差前傳、翻拍、抄襲或續集提名，而希斯則獲得最差導演提名。